# Бердаль Іван Григорович
Іван Бе́рдаль (нар. 15 березня 1928, с. Вілька Сяніцького повіту, тепер Польща — 20 травня
1986, Трускавець Львівської обл.) — народний різьбяр по дереву, один з найкращих представників рельєфної різьби по дереву.

## Життєпис
Село Вілька історично стало одним з осередків (разом із селом Балутянка) різьбярства на Лемківщині, представниками якої здавна була родина Бердалів. Різьбити навчився від батька Григорія. Першими його виробами були орли, лисиці, серни, зайці, олені.
У 1945 р. виселений в Україну. Певний час жив у селі Гутисько поблизу Бережан, згодом переїхав до Трускавця. Свої вироби реалізував через цех, створений у 1952 р. В. Паньківим при Львівському відділенні Спілки художників України.

## Творчість
Творив скульптури малих форм, зокрема таких як «Підпільна рада на Лемківщині» (з історії визвольних змагань), «Карпатська садиба», «Лісоруби» (1960), «Ранок у лемківській хаті» (експонується в Лемківському музеї Львівського етнопарку «Шевченківський гай»), «Збір металобрухту» (1968), «Серни» (1980) та інші. За мотивами лемківської народної казки створив скульптурну групу «Гномики».
Живописно трактував сюжети в об'ємах, його твори «Лемківська садиба», «Бойківське подвір'я», «Лісоруби» (1960-і pp.) правдиво, майже етнографічно достовірно відтворюють певні об'єкти, ситуації тощо.
Різьбярством також займався його молодший брат Микола (1931-2008), відомий як автор анімалістичної пластики.